# Metropolitan Line

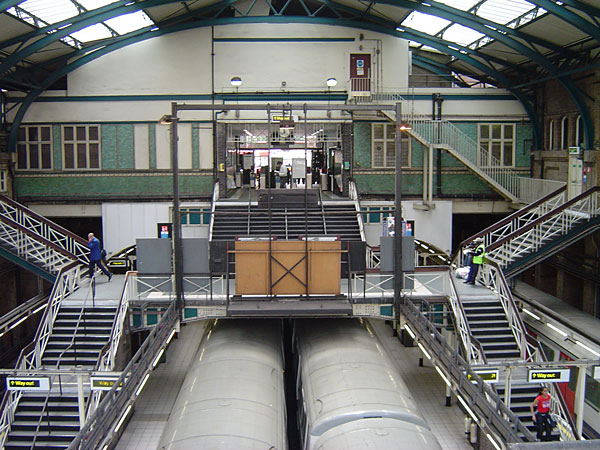
Perronhal van het oostelijke eindpunt Aldgate

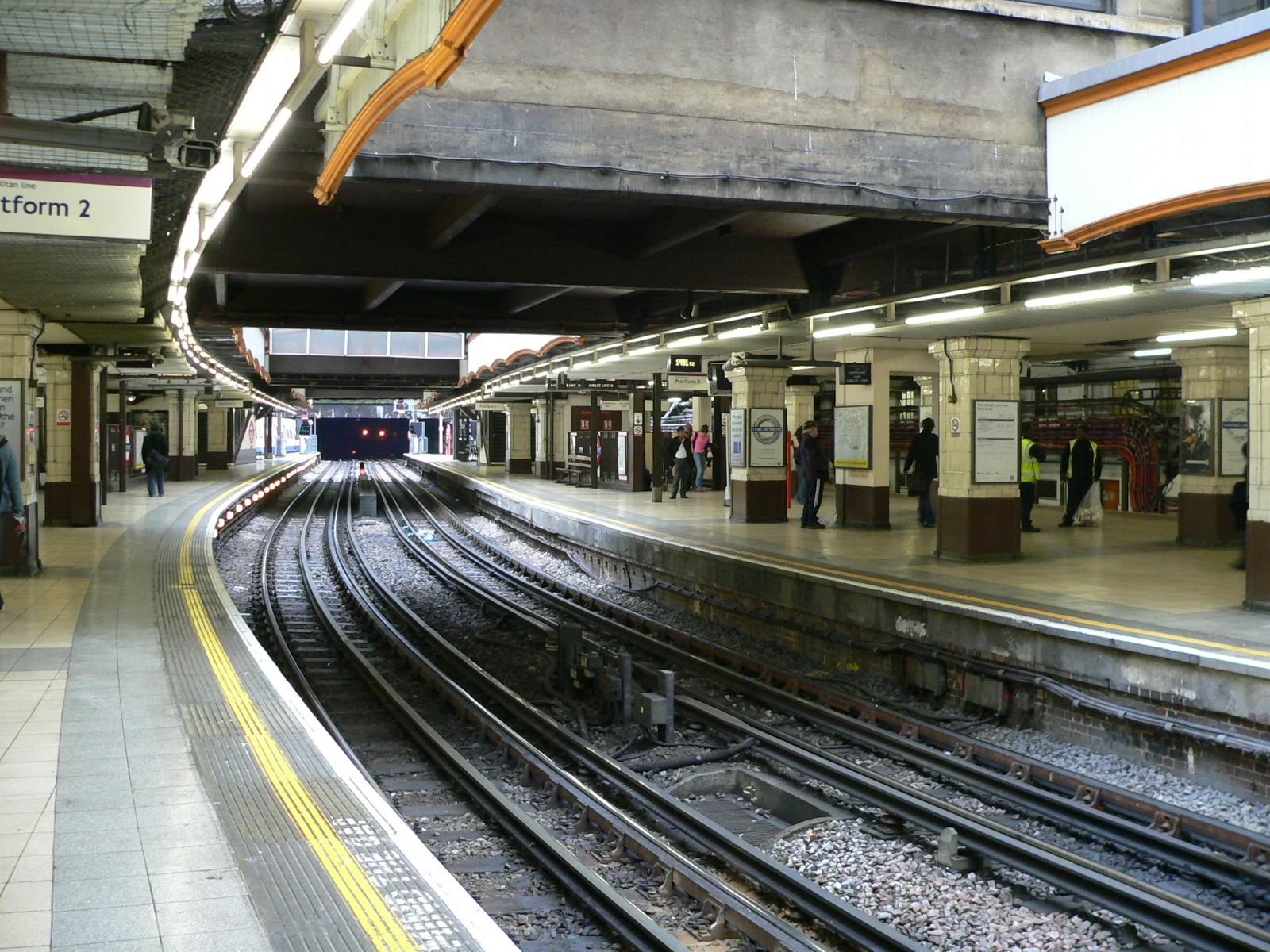
Het halfopen station Baker Street

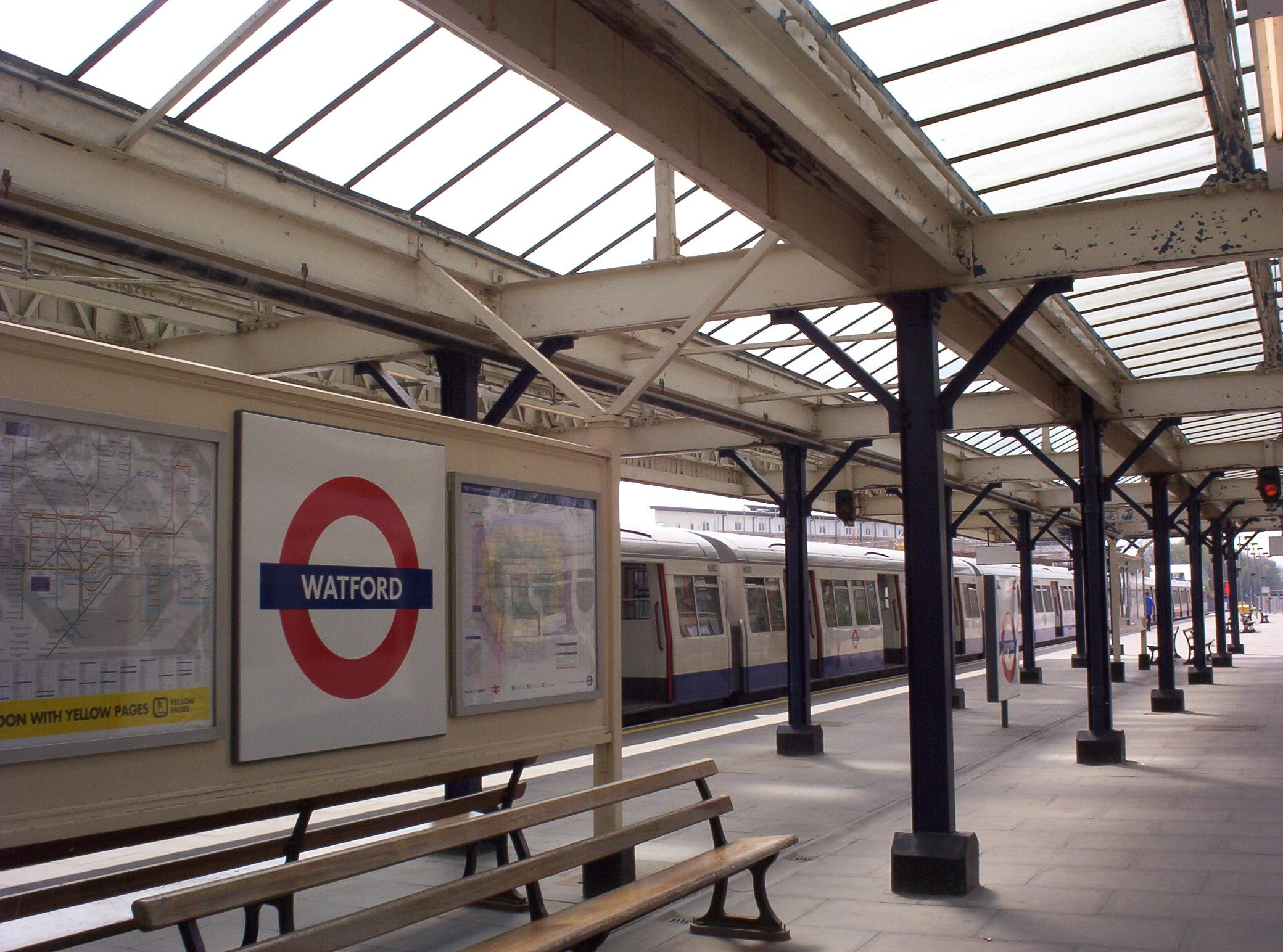
Het station van Watford

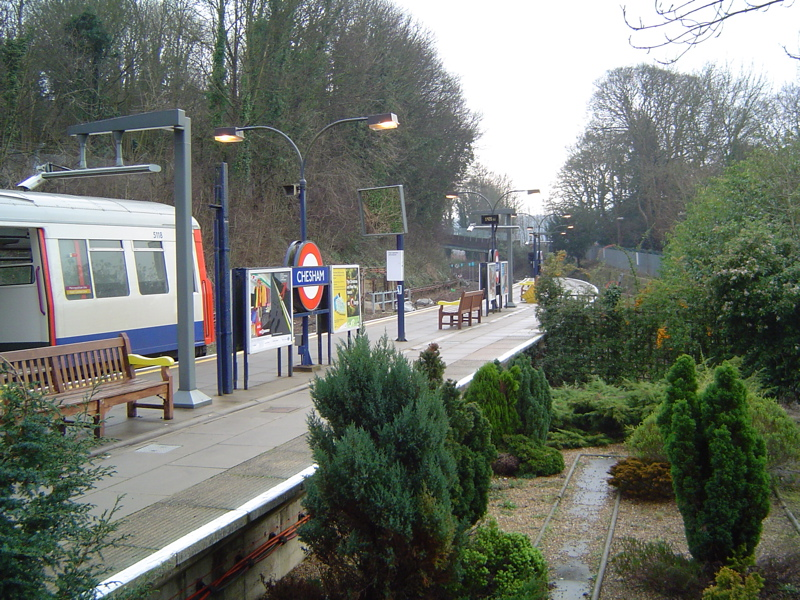
Het landelijk aandoende station Chesham

De Metropolitan Line, een lijn van de Londense metro, is de oudste metrolijn ter wereld. De lijn werd geopend op 10 januari 1863, hoewel delen van het oorspronkelijke tracé tegenwoordig niet meer door de Metropolitan Line worden bediend, maar door Hammersmith & City, District en Circle Line zijn overgenomen.
De Metropolitan Line loopt van station Aldgate in de City naar het noordwesten, waar de lijn zich uitsplitst in takken naar Amersham, Uxbridge, Watford en Chesham, en heeft een lengte van 66,7 kilometer (→ kaart). In het centrum van Londen ligt de lijn vrijwel geheel in tunnels, maar vanaf Finchley Road is het tracé bovengronds. Op kaarten van het metronet wordt de Metropolitan line van met de kleur violet aangeduid. De Metropolitan Line is een "sub-surface"-lijn, wat betekent dat hij gebruikmaakt van ondiepe, via de openbouwputmethode gegraven tunnels met een rechthoekig of ellipsvormig profiel.
De voortrekkersrol van de Metropolitan Line heeft zijn sporen achtergelaten over de gehele wereld. De Parijse metro nam zijn naam, Chemin de fer métropolitain over van de Metropolitan. Hieruit ontstond ook het woord metro.

## Geschiedenis

### Het begin
De oorsprong van de Metropolitan Line lag bij de in 1853 opgerichte North Metropolitan Railway, later Metropolitan Railway (MetR), die samen met de Metropolitan District Railway (MDR) was belast met het bouwen van een ringspoorlijn in het centrum van Londen. Het eerste gedeelte werd geopend op 10 januari 1863, van station Paddington naar Farringdon Street (tegenwoordig Farringdon). De bouw was begonnen in februari 1860 en kende flink wat tegenslagen. Huiseigenaren klaagden over scheuren en verzakkingen als gevolg van de werkzaamheden en dienden forse schadeclaims in. Tot overmaat van ramp ontstond er in juni 1862 een scheur in een riool, waardoor de tunnel overstroomde en gedeeltelijk instortte. De tunnel werd gebouwd volgens de openbouwputmethode, waardoor het drukke verkeer in de stad (nota bene de belangrijkste reden tot aanleg van de lijn) ernstig verstoord werd.
Aanvankelijk was de lijn voorzien van zowel normaalspoor als breedspoor, omdat ook de Great Western Railway (GWR) gebruikmaakte van de tunnel. Door grote onenigheid tussen de bedrijven werd de samenwerking al na zes maanden beëindigd. In 1869 werd het breedspoor verwijderd. De met stoomtreinen geëxploiteerde lijn bleek een groot succes. In drie etappes kwam tussen 1865 en 1876 de oostelijke verlenging naar Aldgate gereed: 1865 Farringdon - Moorgate; 1875 Moorgate - Liverpool Street; 1876 Liverpool Street - Aldgate. Verdere uitbreiding naar het westen kon niet uitblijven.

### Metroland
MetR zette hoog in om een belangrijke spoorwegmaatschappij te worden en breidde het net in hoog tempo uit in noordwestelijke richting. In een aantal etappes werd tussen 1868 en 1880 het tracé Baker Street - Harrow (tegenwoordig Harrow-on-the-Hill) geopend. Na talrijke verdere verlengingen bereikte de lijn in 1892 Aylesbury, de westelijke tak van Harrow naar Uxbridge werd in 1904 in gebruik genomen. De laatste uitbreiding volgde in 1925 met de ingebruikname van het traject Moor Park - Watford.
Spoorwegen waren al sinds hun ontstaan erg belangrijk geweest voor de ontwikkeling van de gebieden die ze bedienden en dit gold zeker ook voor de suburbane Metropolitan Line. In de jaren 1920 introduceerde de marketingafdeling van de Metropolitan de term "Metroland". Er werd een campagne gestart met advertenties die de voordelen van het buitenleven in de voorsteden én het gemak van de snelle, frequente en rechtstreekse spoorverbindingen met het hart van de stad breed uitmaten. Er werden zelfs informatiefolders voor huizenzoekers uitgegeven. Na de Eerste Wereldoorlog ontwikkelden zich grote woongebieden ten noordwesten van Londen, de Metropolitan Line had zo zijn eigen rol bij de suburbanisatie van de stad.

### Elektrificatie
MetR had al in de jaren 1880 plannen om de lijn te elektrificeren, maar elektrische tractie stond in die tijd nog in de kinderschoenen. Bovendien zou er overeenstemming bereikt moeten worden met de MDR, aangezien beide maatschappijen gezamenlijk de ringspoorweg exploiteerden. Er werd met elektrische tractie geëxperimenteerd op het traject Earl's Court - High Street Kensington en in 1900 kwam een elektrisch zesrijtuigenstel in dienst.
Na de test besloten de District en Metropolitan in 1901 voeding met wisselstroom in te voeren, geleverd via een bovenleiding. Na overname van de District door een Amerikaans bedrijf ontstond er echter onenigheid en werd uiteindelijk voor gelijkstroom via een derde rail gekozen. In september 1905 was de elektrificatie van het stadstraject en de tak naar Uxbridge gereed. De dienst op de takken ten noordwesten van Harrow bleef met stoomtractie uitgevoerd worden, waardoor treinen van locomotief moesten wisselen. Geleidelijk werd ook dit tracé geëlektrificeerd. Tot 1961 reden er echter nog stoomtreinen op de sporen ten westen van Rickmansworth. Het traject Amersham - Aylesbury werd niet geëlektrificeerd, en werd overgenomen door British Rail.

### Latere ontwikkelingen
In 1933 werd de Metropolitan Railway overgenomen door de London Passenger Transport Board, de voorloper van Transport for London, en werd de lijn als Metropolitan Line geïntegreerd in het Londense metronet. Diensten voorbij Aylesbury werden al in 1936 geschrapt. In 1961 werd Amersham het definitieve eindpunt van de noordwestelijke tak.
Aan het eind van de jaren 1980 en het begin van de jaren 1990 werden de Hammersmith & City Line en de East London Line, die feitelijk al zelfstandig geëxploiteerd werden, van de Metropolitan Line afgesplitst om aparte lijnen te gaan vormen. In 1998 werd de Metropolitan Line gedeeltelijk geprivatiseerd door middel van publiek-private samenwerking. De lijn maakt nu deel uit van Sub-Surface Railways-groep, die beheerd wordt door het bedrijf Metronet.

## Croxley Rail Link
Sinds 2005 worden plannen gemaakt voor een wijziging van de tak naar Watford. 
Via een voormalig spoorwegtracé vanaf Croxley zal de Metropolitan oostwaarts gaan rijden naar  Watford Junction, via Watford High Street. Watford High Street en Watford Junction zijn stations van de London Overground. De nieuwe verbinding, de Croxley Rail Link, zal twee nieuwe stations krijgen, Cassiobridge en Watford Vicarage Road. Het laatste gedeelte van de huidige tak, inclusief het eindpunt Watford, zal na de herstructurering komen te vervallen.
Het project is een samenwerking tussen Transport for London, de Hertfordshire County Council, de Department for Transport, de Watford Borough Council en Hertfordshire Local Enterprise Partnership. 
Toen in 2005 de eerste plannen werden gemaakt, werden de kosten begroot op £ 65 miljoen, en het plan was om de nieuwe lijn in 2010 gereed te hebben. In februari 2008 werd de kostenschatting verhoogd tot £ 95 miljoen; enkele maanden later, in juli was de begroting al opgelopen tot £ 150 miljoen. Toen werd nog gedacht dat de lijn binnen 7 jaar gereed zou zijn.
In juli 2013 keurde de Britse regering het plan goed om de Croxley Rail Link' aan te leggen. 
Omdat de financiering al in 2011 was geregeld, was de verwachting in 2013 dat de werkzaamheden snel zouden beginnen en dat het nieuwe traject medio 2016 in gebruik zou komen.
In 2014 kwam de Hertfordshire County Council met een nieuwe kostenbegroting ten bedrage van  £ 230 miljoen.
Anno 2015 was de verwachte openingsdatum van de verbinding opgeschoven naar 2018.
In datzelfde jaar nam 'Transport for London' (TfL) de verantwoordelijkheid voor ontwerp en aanleg van de verbinding over van de Hertfordshire County Council. TfL constateerde dat de kosten voortdurend waren onderschat. In juni 2017 werd de begroting, die op dat moment £ 284,4 miljoen beliep, verhoogd met nog eens £ 50 miljoen. Voor die verhoging was op dat moment nog geen financiering gevonden.
Op 25 januari 2017 bevestigde de krant the Watford Observer dat de werkzaamheden, die in 2014 waren begonnen, waren gestopt omdat er niet genoeg financiële dekking was. Een WOB verzoek leerde dat er al £130 miljoen van de beschikbare £284 miljoen was uitgegeven, maar dat er slechts wat leidingen waren omgelegd en het tracé was vrijgemaakt. Het ziet er vooralsnog niet naar uit dat dit project voltooid gaat worden.

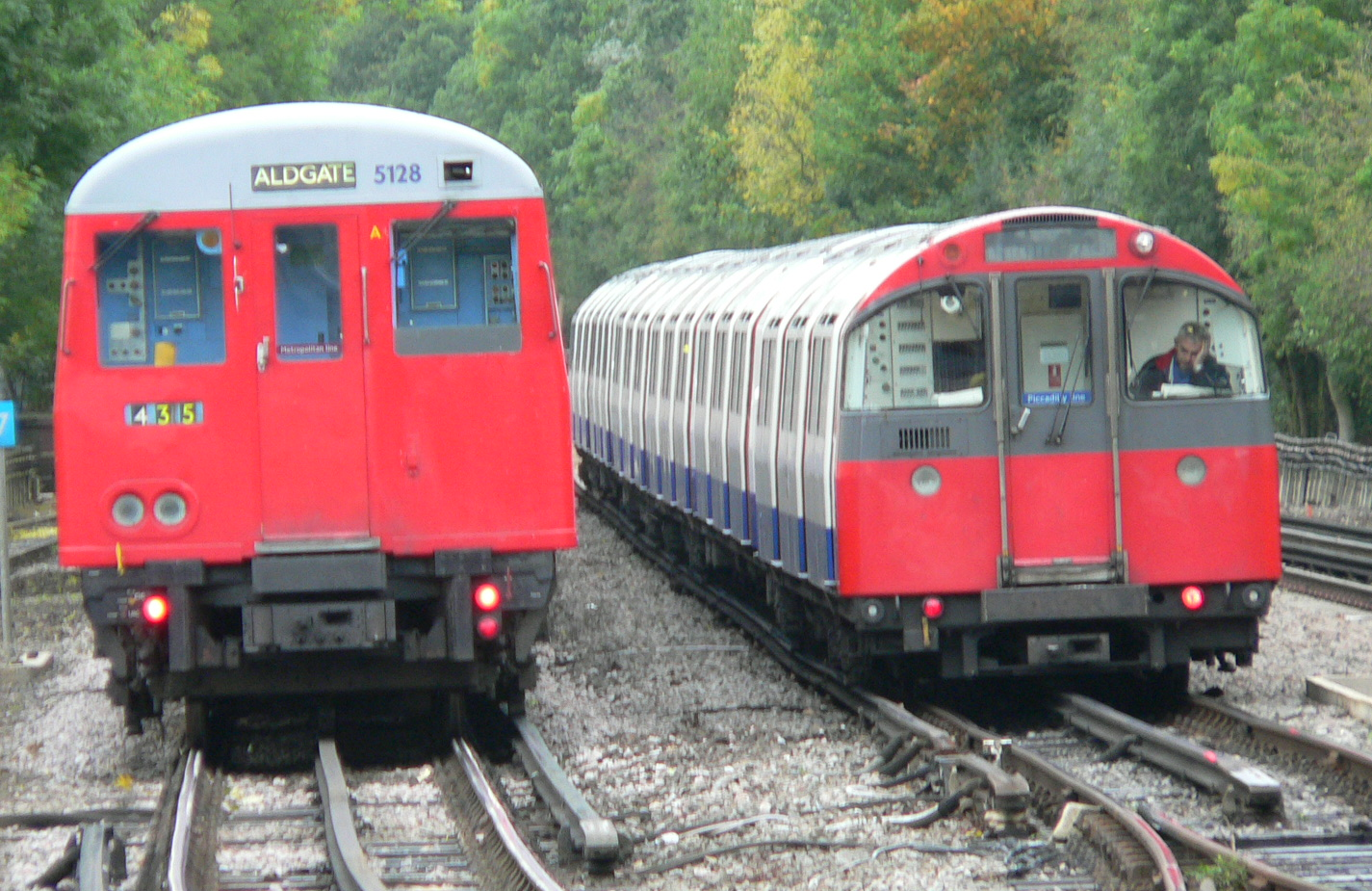
Oude trein van de Metropolitan Line (links) naast een trein van de Piccadilly Line. De verschillen tussen "sub-surface" en "deep-level" materieel zijn duidelijk zichtbaar

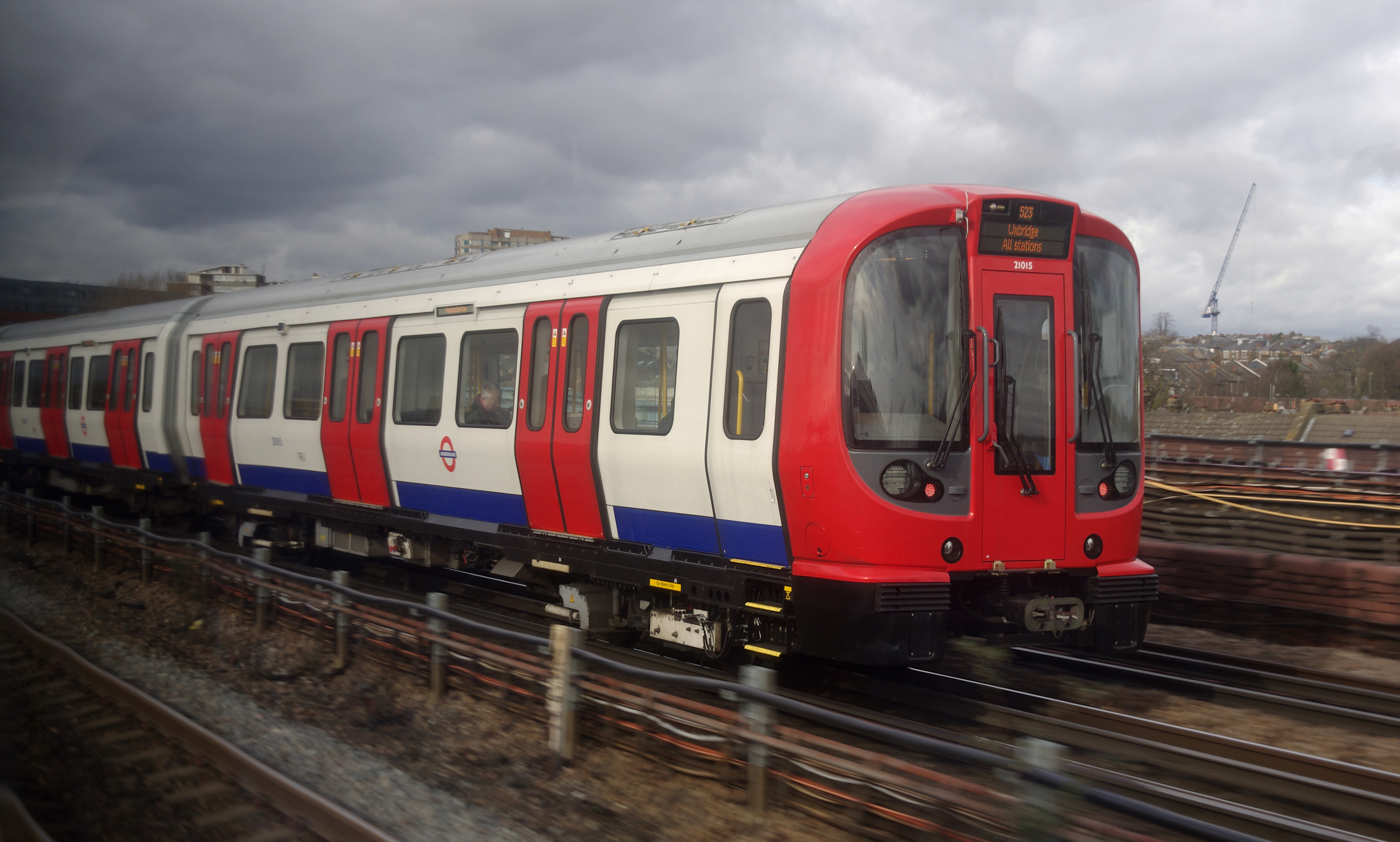
Nieuw trein van S stock op de Metropolitan Line

## Materieel
Op de Metropolitan Line doet sub-surfacematerieel dienst, dat zwaarder en ruimer is dan de treinen op deep-levellijnen. Jarenlang domineerde het type A60/62 (A van Amersham) de lijn. Van de zomer van 2010 naar september 2012 werd dit materieel echter vervangen door S8 stock (S van Sub-surface), het nieuwste treintype van de Londense metro. De Metropolitan Line is de eerste lijn waarop deze treinen grootschalig worden ingezet. De treinen van het type S bestaan op de Metropolitan Line uit acht rijtuigen (op andere sub surface lijnen rijdt een zevendelige variant).

## Dienstuitvoering
Buiten de spitsuren worden de volgende routes bereden:
- Uxbridge - Aldgate (6x per uur)
- Watford - Baker Street (6x per uur)
- Amersham - Baker Street (2x per uur - aangevuld met twee Chiltern Railways treinen per uur tussen London-Marylebone en Aylesbury)
- Chesham - Aldgate (2x per uur)

De Metropolitan Line kent als enige Londense metrolijn expressdiensten. Voor dit doel is het traject Baker Street - Moor Park viersporig. In de spitsuren worden er meer expressdiensten aangeboden.

## Stations

Geografisch correcte kaart van het tracé van de Metropolitan Line

Gesloten stations zijn cursief aangegeven in de lijst.
| Hoofdlijn                | Zijtakken          | Overstappunt | Foto * | Type                         | Geopend           | Ligging                       | Opmerkingen |
| ------------------------ | ------------------ | ------------ | ------ | ---------------------------- | ----------------- | ----------------------------- | --- |
| Amersham                 |                    |              | 20 !   | Maaiveld                     | 1 september 1892  | 51° 40′ 27″ NB, 0° 36′ 27″ WL | |
| ↑↓                       | Chesham            |              | 21 !   | Maaiveld                     | 8 juli 1889       | 51° 42′ 19″ NB, 0° 36′ 41″ WL | |
| Chalfont & Latimer       | Chalfont & Latimer |              | 22 !   | Maaiveld                     | 8 juli 1889       | 51° 40′ 4″ NB, 0° 33′ 40″ WL  | |
| Chorleywood              |                    |              | 23 !   | Maaiveld                     | 8 juli 1889       | 51° 39′ 15″ NB, 0° 31′ 6″ WL  | |
| Rickmansworth            |                    |              | 24 !   | Maaiveld                     | 1 september 1887  | 51° 38′ 25″ NB, 0° 28′ 24″ WL | |
| ↑↓                       | Watford            |              | 25 !   | Maaiveld                     | 2 november 1925   | 51° 39′ 27″ NB, 0° 25′ 3″ WL  | |
| ↑↓                       | Croxley            |              | 26 !   | Maaiveld                     | 2 november 1925   | 51° 38′ 51″ NB, 0° 26′ 29″ WL | |
| Moor Park                | Moor Park          |              | 27 !   | Talud                        | 9 mei 1910        | 51° 37′ 48″ NB, 0° 25′ 55″ WL | |
| Northwood                |                    |              | 28 !   | Maaiveld                     | 1 september 1887  | 51° 36′ 40″ NB, 0° 25′ 25″ WL | |
| Northwood Hills          |                    |              | 29 !   | Maaiveld                     | 13 november 1933  | 51° 36′ 2″ NB, 0° 24′ 33″ WL  | |
| Pinner                   |                    |              | 30 !   | Talud                        | 25 mei 1885       | 51° 35′ 34″ NB, 0° 22′ 50″ WL | |
| North Harrow             |                    |              | 31 !   | Talud                        | 22 maart 1915     | 51° 35′ 6″ NB, 0° 21′ 45″ WL  | |
| ↑↓                       | Uxbridge           |              | 32 !   | Maaiveld                     | 4 december 1938   | 51° 32′ 47″ NB, 0° 28′ 42″ WL | |
| ↑↓                       | Hillingdon         |              | 33 !   | Maaiveld                     | 10 december 1923  | 51° 33′ 14″ NB, 0° 27′ 0″ WL  | Sinds 4 juli 1932 een station van de Piccadilly Line. In 1992 is het station herbouwd in verband met de verbreding van de A40                                 |
| ↑↓                       | Ickenham           |              | 34 !   | Uitgraving                   | 25 september 1905 | 51° 33′ 43″ NB, 0° 26′ 31″ WL | Sinds 22 oktober 1933 een station van de Piccadilly Line |
| ↑↓                       | Ruislip            |              | 35 !   | Maaiveld                     | 4 juli 1904       | 51° 34′ 17″ NB, 0° 25′ 16″ WL | Sinds 22 oktober 1933 een station van de Piccadilly Line |
| ↑↓                       | Ruislip Manor      |              | 36 !   | Talud                        | 5 augustus 1912   | 51° 34′ 24″ NB, 0° 24′ 45″ WL | Sinds 22 oktober 1933 een station van de Piccadilly Line |
| ↑↓                       | Eastcote           |              | 37 !   | Maaiveld                     | 26 mei 1906       | 51° 34′ 36″ NB, 0° 23′ 49″ WL | Sinds 22 oktober 1933 een station van de Piccadilly Line |
| ↑↓                       | Rayners Lane       |              | 38 !   | Maaiveld                     | 26 mei 1906       | 51° 34′ 31″ NB, 0° 22′ 17″ WL | Sinds 22 oktober 1933 een station van de Piccadilly Line |
| ↑↓                       | West Harrow        |              | 39 !   | Talud                        | 17 november 1913  | 51° 34′ 47″ NB, 0° 21′ 12″ WL | |
| Harrow-on-the-Hill       | Harrow-on-the-Hill |              | 40 !   | Maaiveld                     | 2 augustus 1880   | 51° 34′ 45″ NB, 0° 20′ 13″ WL | |
| Northwick Park           |                    |              | 41 !   | Talud                        | 28 juni 1923      | 51° 34′ 43″ NB, 0° 19′ 7″ WL  | |
| Preston Road             |                    |              | 42 !   | Maaiveld                     | 21 mei 1908       | 51° 34′ 20″ NB, 0° 17′ 43″ WL | |
| Wembley Park             |                    |              | 43 !   | Maaiveld                     | 12 mei 1894       | 51° 33′ 49″ NB, 0° 16′ 46″ WL | Vanaf 1915 stop en sneldienst op de Metropolitan Line 20 nov 1939 Stanmore-tak overgegaan op Bakerloo Line 1 mei 1979 Stanmore-tak overgegaan op Jubilee Line |
| Finchley Road            |                    |              | 44 !   | Maaiveld                     | 30 juni 1879      | 51° 32′ 50″ NB, 0° 10′ 49″ WL | Vanaf 1913 stop en sneldienst op de Metropolitan Line 20 nov 1939 stopdienst overgegaan op Bakerloo Line 1 mei 1979 stopdienst overgegaan op Jubilee Line     |
| Swiss Cottage            |                    |              | 44.1 ! | Ondiep gelegen zuilenstation | 13 april 1868     | 51° 32′ 35″ NB, 0° 10′ 29″ WL | 20 nov 1939 stopdienst overgegaan op Bakerloo Line 17 augustus 1940 gesloten                                                                                  |
| Marlborough Road         |                    |              | 44.5 ! | Uitgraving                   | 13 april 1868     | 51° 32′ 12″ NB, 0° 10′ 33″ WL | Gesloten op 19 november 1939, vervangen door St. John's Wood                                                                                                  |
| Lord's                   |                    |              | 44.9 ! | Uitgraving                   | 13 april 1868     | 51° 31′ 48″ NB, 0° 10′ 9″ WL  | Gesloten op 19 november 1939 |
| Baker Street             |                    |              | 45 !   | Enkelgewelfdstation          | 10 januari 1863   | 51° 31′ 21″ NB, 0° 9′ 26″ WL  | |
| Great Portland Street    |                    |              | 46 !   | Ondiep gelegen zuilenstation | 10 januari 1863   | 51° 31′ 26″ NB, 0° 8′ 38″ WL  | |
| Euston Square            |                    |              | 47 !   | Ondiep gelegen zuilenstation | 10 januari 1863   | 51° 31′ 33″ NB, 0° 8′ 9″ WL   | |
| King's Cross St. Pancras |                    |              | 48 !   | Ondiep gelegen zuilenstation | 10 januari 1863   | 51° 31′ 29″ NB, 0° 0′ 40″ WL  | |
| Farringdon               |                    |              | 49 !   | Uitgraving                   | 10 januari 1863   | 51° 31′ 14″ NB, 0° 6′ 19″ WL  | |
| Barbican                 |                    |              | 50 !   | Uitgraving                   | 23 december 1865  | 51° 31′ 14″ NB, 0° 5′ 52″ WL  | |
| Moorgate                 |                    |              | 51 !   | Uitgraving                   | 23 december 1865  | 51° 31′ 7″ NB, 0° 5′ 19″ WL   | |
| Liverpool Street         |                    |              | 52 !   | Uitgraving                   | 1 februari 1875   | 51° 31′ 7″ NB, 0° 4′ 51″ WL   | |
| Aldgate                  |                    |              | 53 !   | Uitgraving                   | 18 november 1876  | 51° 30′ 51″ NB, 0° 4′ 34″ WL  | |

* De sorteerwaarde van de foto is de ligging langs de lijn